# Chiesa del Santissimo Salvatore (Tramonti)
La Chiesa del Santissimo Salvatore è una chiesa cattolica nella frazione di Corsano del comune di Tramonti.

## Storia

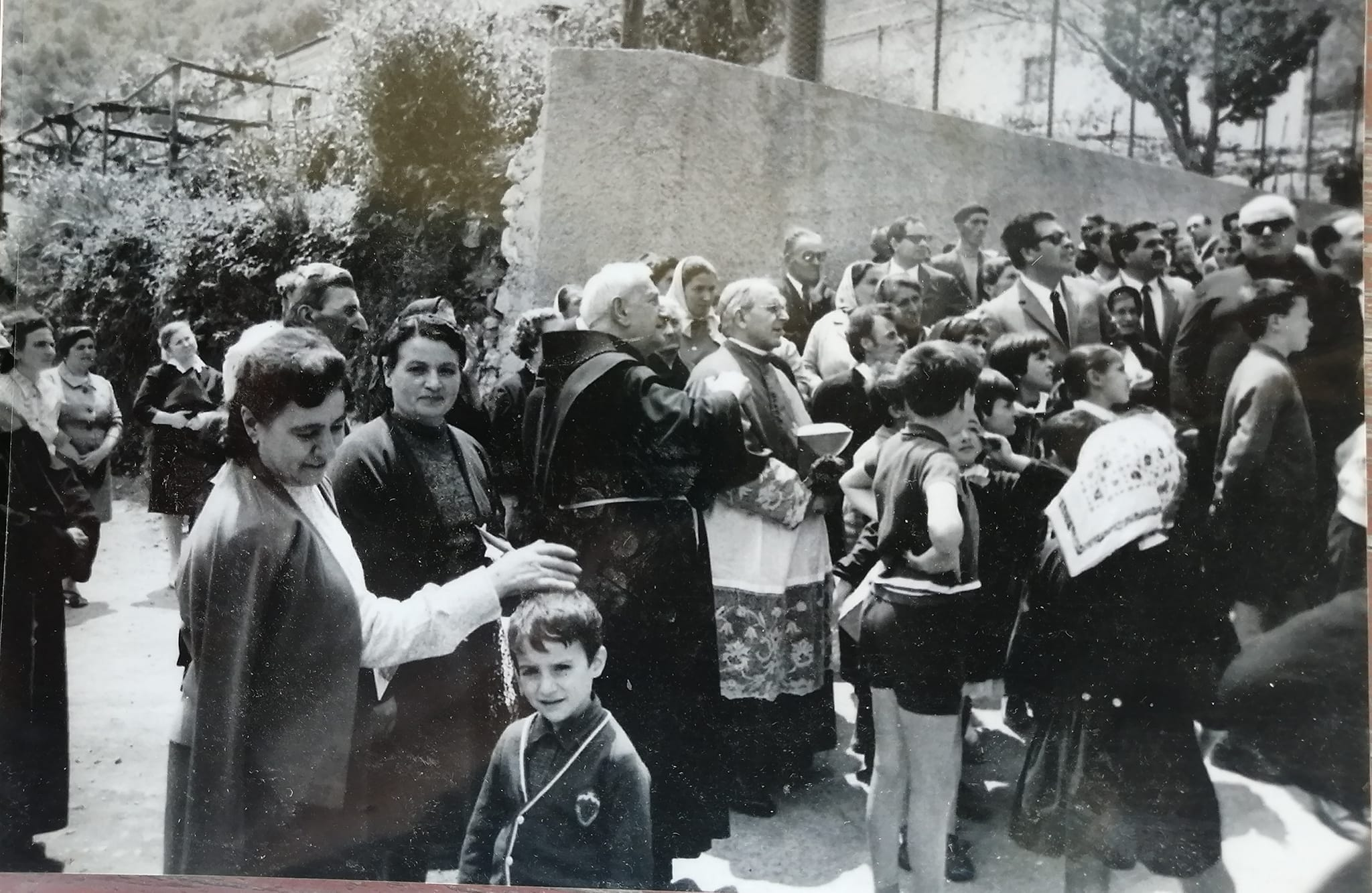
La comunità di Corsano accoglie Mons. Jolando Nuzzi il giorno della benedizione della strada che porta alla chiesa

La moderna chiesa del Santissimo Salvatore non è la chiesa primitiva di Corsano, essa, infatti, fu costruita in concomitanza della demolizione dell'antica chiesa del Santissimo Salvatore che sorgeva poco distante.
Nel 1966 per volontà del Parroco Padre Modesto Russo, su un terreno donato dal benefattore Pietro Apicella, grazie al progetto dell'ingegnere Vincenzo Menotti iniziarono i lavori di costruzione della chiesa che furono terminati nel 1969.
La chiesa fu consacrata da Mons. Jolando Nuzzi il 4 novembre 1972.

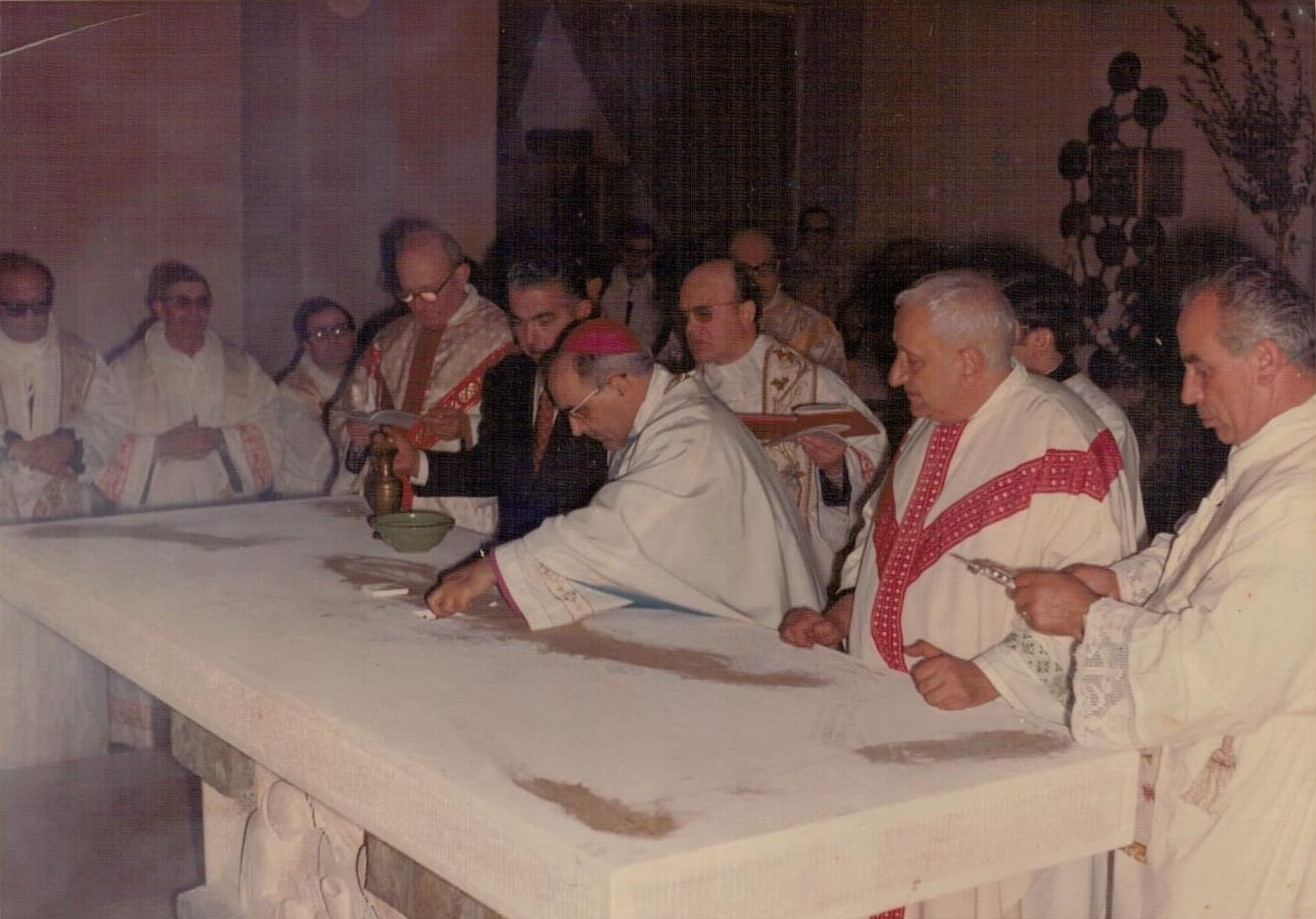
Mons. Jolando Nuzzi pone le reliquie durante la dedicazione dell'altare maggiore

Nel 1980 fu eretto il campanile.